# Mobiquité
Le terme de mobiquité inventé par Xavier Dalloz est né de la fusion des mots mobilité  et ubiquité. Il correspond au concept d'ATAWAD (AnyTime, AnyWhere, AnyDevice), une marque déposée par Xavier Dalloz. ATAWAD décrit la capacité d'un usager en situation de mobilité à se connecter à un réseau sans contrainte de temps, de localisation, ou de terminal. Certaines personnes préfèrent même parler d'ATAWADAC (ATAWAD + AnyContent), ajoutant ainsi la possibilité d'accéder à n'importe quel contenu.
On parle aussi parfois de mobilité+[réf. nécessaire].

## La mobiquité informatique en mode 4A
En 1995, la société Sun Microsystems, leader mondial des stations de travail, grâce au système d'exploitation Unix et microprocesseur propriétaire Sparc, ne "cesse de progresser sur le marché des ordinateurs serveurs destinés à Internet, que les entreprises s'arrachent", grâce à une "technologie révolutionnaire pour développer des sites Web, Java", devient porte-parole d'une coalition, "parfois distendue", de sociétés souhaitant "offrir des alternatives à la façon dont Microsoft fait de l’informatique". Le slogan adopté en 1987-1988, The network is the computer! , est devenu un concept qui "n'a fait que gagner du terrain avec l’essor d’Internet" et qu'il a complété à partir de 1996 par celui du "AAAA", qui désigne en anglais "connecting anyone, anywhere, at any time, on any device",, parfois traduit en français par Mobiquité, qui figure en 4ème de couverture du livre consacré en 2002 à Sun .

## Droit de mobiquité
L'internaute peut commencer par exiger un droit de mobiquité en particulier sur les biens immatériels achetés. L'Internet doit lui assurer de retrouver immédiatement tout fichier qu'il aurait perdu, ATAWADAC, et d'en disposer sur tous les appareils (ordinateurs, smartphone, tablette, radio, TV...) auxquels il accède, même s'il n'en est pas propriétaire, quel que soit leur système opératoire, en mode connecté au Net ou non. Ce droit est incompatible avec la présence de DRM. De plus, la mobiquité doit apporter la fonction de confort qui dispense l'utilisateur de gérer/copier manuellement ses achats de biens immatériels.
En revanche, pour un prêt numérique à titre gratuit, nécessitant un DRM, ce droit de mobiquité ne peut être exigé.
La mobiquité, si elle est satisfaite, est donc une dissuasion forte de téléchargement dit 'illégal' de biens culturels immatériels.